# الجدار الأنطوني
الجدار الأنطوني (بالإنجليزية: Antonine Wall)‏ هو حصن من العشب على أُسس حجرية، بناه الرومان عبر ما يعرف الآن بالحزام المركزي في اسكتلندا، بين خور فورث وخور كلايد، بُني بعد 20 عام من تاريخ بناء سور هادريان، امتد حوالي 63 كيلومتر (39 ميل) وكان ارتفاعه حوالي 3 متر (10 قدم) إلى 5 متر (16 قدم)، تم إجراء عمليات مسح ليدار لتحديد طول الجدار ووحدات المسافة الرومانية المستخدمة. وتم تعزيز الأمن له من خلال خندق عميق على الجانب الشمالي، يُعتقد أنه كان هناك حاجز خشبي فوق العشب، وهو كان الحاجز الثاني من بين «جدارين كبيرين» أنشأهما الرومان في بريطانيا العظمى في القرن الثاني الميلادي، أنقاضها أقل وضوحًا من تلك الموجودة في سور هادريان الأكثر شهرة والأطول في الجنوب، ويرجع ذلك أساسًا إلى أن العشب وجدار الخشب قد تلاشى إلى حد كبير، على عكس سابقتها الجنوبية المبنية بالحجارة، وهو تحت رعاية هيئة البيئة التاريخية في اسكتلندا ولجنة التراث العالمي التابعة لليونسكو.

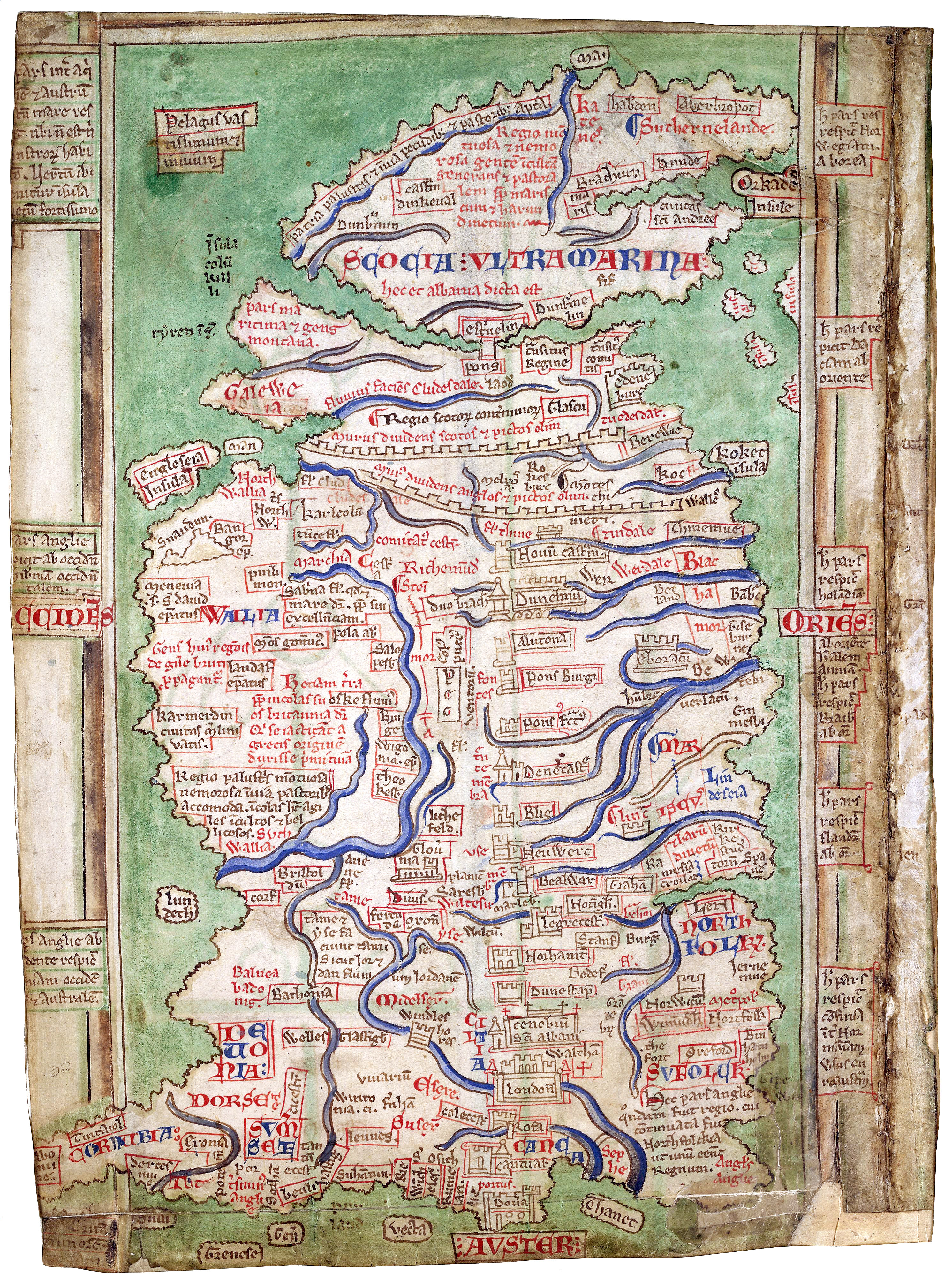
تُصوِّر هذه الخريطة التي تعود إلى العصور الوسطى والتي رسمها ماثيو باريس كلاً من الجدار الأنطوني وسور هادريان باتجاه الأعلى. يعود تاريخه إلى حوالي عام 1250، أي بعد أكثر من ألف عام من بناء الجدران.
المكتبة البريطانية، لندن.

## الموقع والبناء
أمر الإمبراطور الروماني أنطونيوس بيوس ببناء الجدار الأنطوني حوالي عام 142م. أشرف كوينتوس لوليوس أوربيكوس، حاكم بريطانيا الرومانية في ذلك الوقت، حيث استغرق حوالي اثني عشر عامًا لإكماله. يمتد الجدار على 63 كيلومتر (39 ميل) من أولد كيلباتريك في غرب دونبارتونشاير في خور كلايد إلى كاردين هاوس بالقرب من بوينس على خور فورث، حيث كان الهدف من الجدار توسيع الأراضي والهيمنة الرومانية عن طريق استبدال سور هادريان على 160 كيلومتر (100 ميل) إلى الجنوب، لكن بينما أنشأ الرومان حصونًا ومعسكرات مؤقتة في أقصى شمال الجدار الأنطوني من أجل حماية طرقهم إلى شمال اسكتلندا، إلا أنهم لم يغزووا كاليدونيا، وتعرض الجدار لهجمات عديدة، وان الأرض الواقعة شمال الجدار الأنطوني أصبحت بمرور الزمن جزءًا من اسكتلندا.
كان الجدار الأنطوني أقصر من سور هادريان، لكنه كان لا يزال إنجازًا مثيرًا للإعجاب، حيث كان أيضًا تحصينًا أبسط من سور هادريان بقدر ما لم يكن لديه نظام خنادق ثانوي خلفه في الجنوب، كانت الخطة الأصلية هي بناء جدار حجري مشابه لسور هادريان، ولكن تم تعديل ذلك بسرعة. يبلغ ارتفاعه حوالي 4 متر (13 قدم)، ويتكون من طبقات من العشب مع خندق واسع في الجانب الشمالي، وبجانب الطريق العسكري في الجنوب، خطط الرومان في البداية لبناء حصون كل 10 كيلومتر (6 ميل)، ولكن سرعان ما تم تعديل هذا إلى كل 3.3 كيلومتر (2 ميل)، مما أدى إلى بناء في إجمالي 19 حصنًا على طول الجدار، وان أفضل الحصون التي تم الحفاظ عليها ولكنها أيضًا واحدة من أصغرها هي قلعة روت فورت، بالإضافة إلى الحصون هناك ما لا يقل عن 9 حصون صغيرة، والتي شكلت جزءًا من المخطط الأصلي. الحصن الأكثر وضوحًا هو كينيل، في الطرف الشرقي من الجدار، بالقرب من بونيس.
هناك عدد من الحصون الساحلية في الشرق والغرب، والتي يجب اعتبارها بؤر استيطانية و / أو قواعد إمداد للجدار نفسه، أعيد عدد من الحصون الواقعة في أقصى الشمال من الجدار للخدمة في منطقة جاسك ريدج.

## المنحوتات والأحجار
أظهرت الأبحاث الحديثة التي أجرتها جامعة غلاسكو أن الأحجار والمنحوتات الحجرية الفريدة من نوعها في الجدار الأنطوني والتي تم تضمينها في الجدار لتحديد الأطوال التي بناها كل فيلق، تم رسمها بألوان زاهية على عكس مظهرها الحالي العاري. وهذه الأحجار محفوظة في متحف جامعة غلاسكو ويقال إنها أفضل الأمثلة المحفوظة. تم تحليل العديد من الألواح بواسطة تقنيات مختلفة بما في ذلك الأشعة السينية (pXRF)، وتم الكشف عن بقايا صغيرة من الطلاء بواسطة مطياف رامان (SERS)، وتم مسح العديد من ألواح وتم إنتاج صور ثلاثية الأبعاد، وهناك خطط لإعادة إنتاج الألواح رقميًا وبنسخ حقيقية وبألوانها الأصلية.

## التخلي عن الجدار
تم التخلي عن الجدار بعد ثماني سنوات فقط من اكتماله،[بحاجة لمصدر] عندما انسحبت الجيوش الرومانية إلى سور هادريان في عام 162 م، وبمرور الوقت ربما وصلت إلى مكان إقامة مع القبائل البريثونية في المنطقة، وصل الإمبراطور سيبتيموس سيفيروس إلى اسكتلندا عام 208، وقام بحملة ضد ماياتا (المتمركزة في وسط وادي ميدلاند على جانبي خط كلايد - خور فورث) وكاليدونيا إلى الشمال.

## تاريخ ما بعد الرومان
في القرون التي تلت هجر الجدار الأنطوني، كان له تأثير على الثقافة بين فورث وكلايد.

## مكانة التراث العالمي
تم الإعلان رسميًا عن ترشيح حكومة المملكة المتحدة للجدار الأنطوني كموقع تراث عالمي لهيئة الدولية التابعة لليونسكو رسميًا في عام 2003. وتم إدراج الجدار الأنطوني كامتداد لموقع التراث العالمي في 7 يوليو 2008. على الرغم من أن الجدار الأنطوني مذكور في النص، إلا أنه لا يظهر على خريطة اليونسكو لممتلكات التراث العالمي.

## رسم خرائط الحائط
أول جهد قادر على رسم خريطة منهجية للجدار الأنطوني قام به ويليام روي في عام 1764، قدم رسومات دقيقة ومفصلة لبقاياه، فإن خرائطه ورسوماته هي الآن السجل الوحيد الموثوق به، في القرن التاسع عشر، وأظهر مسح الذخائر الآثار المرئية للجدار ببعض التفاصيل على خرائط الطبعة الأولى والثانية بمقياسين 25 بوصة و 6 بوصات،
قام السير جورج ماكدونالد بعمل منهجي على الجدار نُشر عام 1911، وفي طبعة ثانية موسعة عام 1934. قدم عمله الأساس في ورقة كبيرة الحجم (25 بوصة) أنتجتها هيئة مسح الذخائر في عام 1931. أنتج مسح الذخائر ورقة منقحة في 1954-1957، ثم أجرى إعادة مسح كاملة في 1979-1980. كما قاموا بنشر خريطة أصغر حجمًا للجدار، عند 1: 25000 في عام 1969، تم إجراء المزيد من أنشطة رسم الخرائط لدعم ترشيح الجدار كموقع تراث عالمي ويمكن لتقنيات الكمبيوتر الحديثة مثل استخدام نظام المعلومات الجغرافية وليدار الآن رسم خريطة للجدار بثلاثة أبعاد مما يجعل من السهل جدًا دراسته.

## معرض الصور
- صورة جوية بالأشعة تحت الحمراء لحصن كينيل الروماني، بالقرب من بوينس في الطرف الشرقي من الجدار الأنطوني.
- الجدار الأنطوني، باتجاه الشرق، من بار هيل بين تويشار وكروي
- لوح الجسور - لوح المسافة في أقصى الشرق
- الجدار الأنطوني بالقرب من بار هيل يظهر الخندق
- الأساس الحجري للجدار في برزدن، غلاسكو
- خطة ويليام روي لمحطة كاميلون الرومانية والقسم المجاور من الجدار، نشرت عام 1793.
- جزء من خريطة نظام التشغيل مقاس 25 بوصة لعام 1897، والتي تظهر قسما من الجدار الأنطوني بين القلعة الخشنة وكاميلون
- خريطة مسح الذخائر للجدار الأنطوني، نشرت عام 1969.
- مكتشفات من الجدار الأنطوني في متحف هانتيريان في غلاسكو.